# 伊予鉄道モニ30形電車
伊予鉄道モニ30形電車（いよてつどうモニ30がたでんしゃ）は、伊予鉄道の路面電車車両（電動貨車）。
モニ30・31の2両が在籍していたが、ともに2007年3月31日付で廃車除籍扱いとされた。
モニ30は自社工場製。モニ31は元土佐電気鉄道（土電）の300形312号であった。

## モニ30
1952年、自社古町車両工場で製造された。

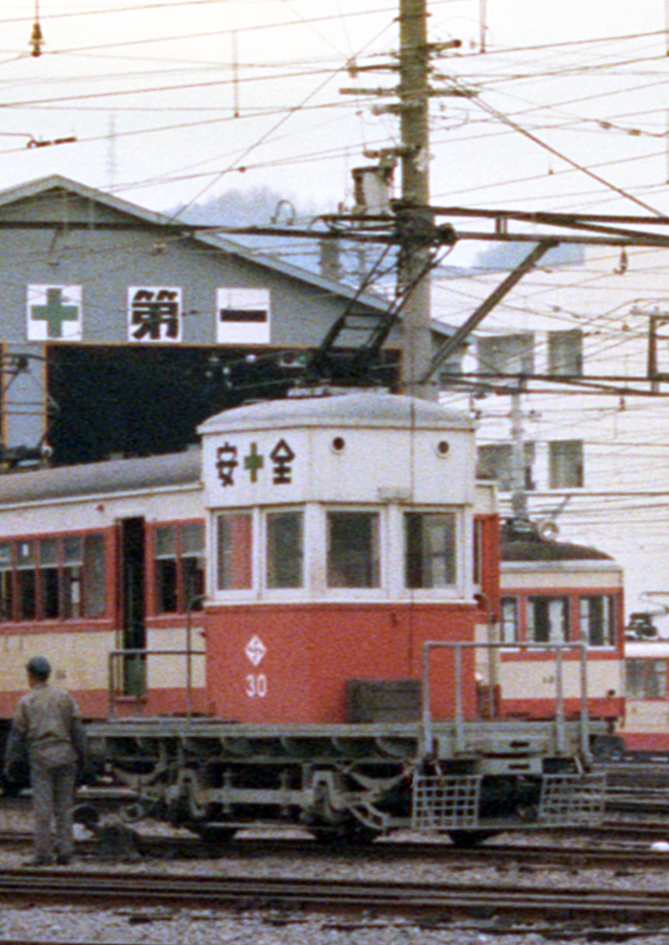
伊予鉄道モニ30形電車モニ30（1983年）

廃車となった2軸車のブリル21E台車の上に1.5m四方の乗務員室を設置した凸形車体であった。製造当初は木造車体で、集電装置はビューゲルであったが、後年になって半鋼製車体に改修され、モハ50形と同時期にビューゲルがZパンタに交換された。
当初は、（松山市－古町）間で客車の回送に使用されていたが、伊予鉄道線の全面電化後は古町車庫工場の入換え車となった。
アント（アント工業製車両移動機）の入線にともない、1990年に運用を終了した。廃車後、古町車庫西側の独立した線路に坊っちゃん列車の2軸客車1両とともに放置されていたが、2014年ごろに栃木県那須烏山市の「那珂川清流鉄道保存会」に引き取られて修復が進められている。

### 主要諸元
- 荷重:2t
- 自重:2t
- 最大寸法（長さ×幅×高さ）:5580mm×2035mm×4180mm
- ボギー中心距離:（固定軸距）1870mm
- 台車型式:ブリル21E
- 集電装置:Zパンタ
- 連結器1位:なし
- 連結器2位:なし
- 制動装置:手用
- 制御装置:シーメンスOW（直接式）
- 空気圧縮機:なし
- 製造所:伊予鉄道

## モニ31
1954年に、土電300形312号として自社工場で製造された。300形は7形を新製車体に載せかえて製造された車両で、単車ではあるがデザイン的には同社の200形と同様、東京都電6000形をモデルにしている。
1971年に廃車となり伊予鉄道に転入した。伊予鉄道では転入後、車体上部を取り払い花電車用としたが、松山市では花電車を運行する機会が少なく、数回使われた程度で、1991年にいよてつそごう20周年記念として運行されたのを最後に使用されなくなり、2006年12月に廃車解体された。
空気ブレーキを装備していた。

### 主要諸元
- 荷重:5t
- 自重:5t
- 最大寸法（長さ×幅×高さ）:8490mm×2197mm×4168mm
- ボギー中心距離:（固定軸距）2438mm
- 台車型式:不明
- 集電装置:Zパンタ
- 連結器1位:なし
- 連結器2位:なし
- 制動装置:SM-10
- 制御装置:DB-1（直接式）
- 空気圧縮機:DH-10
- 製造所:土佐電気鐡道